# Château Latour-Martillac
Le château Latour-Martillac, est un domaine viticole situé à Martillac en Gironde. Situé en AOC pessac-léognan, il est classé grand cru dans le classement des vins de Graves.

## Histoire du domaine
Classé dès 1953, le cru doit son nom à la Tour ornant sa cour d'honneur, vestige d'un fortin bâti au XIIe siècle par les ancêtres de Montesquieu. Il attira l'attention d'Edouard Kressmann dès la fondation de sa firme en 1871. Sa pièce de Grattecap, greffée en 1884, contient encore l'entière collection de cépages blancs qu'Edouard Kressmann avait conseillés au propriétaire de l'époque, bientôt devenu son ami. Alfred Kressmann, fils aîné d'Edouard Kressmann, achète le domaine, en 1929. En 1934, il adopte l'étiquette actuelle, barrée « d'or et de sable », dessinée par son fils Jean Kressmann.
Jean Kressmann, gérant du domaine dès 1940 pour le compte de son père, en hérite en 1955. Il l'a progressivement conduit à ses dimensions actuelles avec ses deux plus jeunes fils, Tristan et Loïc.  
Aujourd'hui, après une rénovation profonde des chais en 1989, Tristan (administration générale) et Loïc (direction technique) poursuivent une tradition familiale.

## Vin
Après des vendanges manuelles, les raisins sont rassemblés dans de petites caissettes, pour éviter leur écrasement et réduire autant que possible les oxydations nuisibles à leur fraîcheur. La vinification est conduite de manière à réduire autant que possible les oxydations.  
Les vins rouges sont ensuite élevés de 18 à 20 mois en barriques de chêne, renouvelées chaque année par tiers. Seules les meilleures cuvées entrent dans le grand vin du château Latour Martillac. 
La vigne blanche est ramassée par tries successives, à mesure de sa maturation. Les grappes sont pressées à l'ancienne, en rotations lentes. Les moûts sont débourbés à froid, seul le jus clair devant fermenter dans des barriques de chêne, également renouvelées par tiers chaque année. Cette méthode assure la conservation des arômes naturels des fruits, la complexité de ceux-ci devant beaucoup à celle des parcelles les plus anciennes, plantées en 1884 et 1928. Des jeunes plantations, élevées de la même façon, donnent le second vin Lagrave Martillac blanc. 
Les vins blancs sont conservés sur lies pendant plus d'un an, puis mis en bouteilles foncées assurant leur meilleur épanouissement pendant des dizaines d'années.
Productions moyennes
- Château LaTour-Martillac rouge : 10 000 caisses
- Château LaTour-Martillac blanc : 2 000 caisses
- Lagrave Martillac rouge : 3 000 caisses
- Lagrave Martillac blanc : 1 500 caisses